# Bongo Bong and Je ne t'aime plus
"Bongo Bong" và "Je Ne T'Aime Plus" là hai bài hát nhạc pop, nguyên gốc được sáng tác và biểu diễn bởi nam ca sĩ người Pháp Manu Chao. Năm 2006, hai bài này đã được kết hợp vào một bài hát và hát lại bởi ca sĩ người Anh Robbie Williams. Bài hát được sản xuất bởi Mark Ronson, phát hành làm đĩa đơn thứ ba từ album hát đơn thứ 10 của Williams, Rudebox, phát hành ở México và các quốc gia Tây Âu vào đầu năm 2007. Bài hát có sự góp giọng của nữ nghệ sĩ người Anh Lily Allen.
Không có video âm nhạc nào đã được thực hiện cho bài hát này.

## Danh sách bài hát và định dạng
Một CD quảng cáo đã được gửi đến EMI Music Mexico và ca khúc cũng đã cho phép tải về từ đầu tháng 2. Tuy nhiên ngoài Mexico và các nước châu Âu, ca khúc này đều không được phát hành chính thức trên bất kì quốc gia nào khác. Tại thời điểm phát hành, đây là ca khúc được tải về nhiều thứ hai từ album Rudebox trên iTunes, chỉ sau bài hát "Rudebox".
CD México
1. Bongo Bong and Je Ne T'Aime Plus (Radio Edit)
2. Bongo Bong and Je Ne T'Aime Plus (Fedde Le Grand Remix)

CD châu Âu
1. Bongo Bong and Je Ne T'Aime Plus (Radio Edit)
2. Lovelight (Dark Horse Mix)

CD phối lại
1. Bongo Bong and Je Ne T'Aime Plus (Fedde Le Grand Remix)
2. Bongo Bong and Je Ne T'Aime Plus (Noisia Vocal Remix)
3. Bongo Bong and Je Ne T'Aime Plus (Noisia Trashdance Dub)

## Danh sách thực hiện
- Hát chính: Robbie Williams
- Hát phụ: Lily Allen
- Ghita thường và ghita điện: Tiggers
- Moog synthesiser: Vaughan Merrick
- Trumpet: Dave Guy
- Saxophone tenor: Neil Sugarman
- Sexophone baritone: Ian Hendrickson-Smith
- Fender Rhodes, Juno Bass: Raymond Angry
- Juno 106, ghita điện, ghita bass, phách: Mark Ronson
- Hòa âm: Serban Ghenea

## Xếp hạng
| Bảng xếp hạng (2007)   | Vị trí cao nhất |
| ---------------------- | --------------- |
| Türkiye Top 20         | 4               |
| Czech IFPI Chart       | 14              |
| Romanian Singles Chart | 45              |
| Swiss Singles Chart    | 77              |